# Nashley
Nashley, pseudonimo di Nashley Rodeghiero (Vicenza, 6 gennaio 2000), è un cantautore e rapper italiano.

## Biografia
Nato nel 2000 a Vicenza, Nashley si è appassionato alla musica fin da bambino, iniziando a studiare chitarra e scrivendo le prime frasi in rima. Pubblica i suoi primissimi singoli sulla piattaforma Youtube nel 2016, riscontrando un discreto successo nella sua città e facendosi così notare dalla prima etichetta discografica indipendente Ventidiciotto, che lo seguirà poi per tutto il suo percorso fino ad oggi.
Nel 2017, con l'ormai storico compagno di crew del tempo MamboLosco, fonda il collettivo Sugo Gang, con il quale si approccia più concretamente alla musica pubblicando alcuni brani (in collettivo e non) e affermandosi fin da subito tra le più interessanti promesse della nuova scena. Inizierà da qui il loro primo tour nominato Sugo Gang Tour, che li porterà in decine di città in tutta Italia.
Ad ottobre 2018 esordisce con il suo primo album solista Real. Il disco vanta collaborazioni con Guè, Danien & Theo, MamboLosco. Il singolo estratto Nuovi Jeans raccoglie i favori del pubblico e della critica, raggiungendo in pochi mesi la sua prima certificazione come disco di platino e diventando per lui un cavallo di battaglia.
Nel 2019 ha pubblicato il nuovo singolo Cenere, prodotto dal collettivo 2nd Roof, che si attesta ancora oggi tra i brani più ascoltati dell'artista ricevendo, anch'esso, la certificazione come singolo di platino. Il brano sarà una colonna portante della sua carriera in quanto, grazie ad esso, raggiungerà il grande pubblico e una discreta notorietà. Conclude l'anno con la release del singolo Quanto freddo fa, in collaborazione con Giaime con cui nascerà poi una grande amicizia.
Il 2020 inizia con la pubblicazione dell'EP Ancora in piedi, composto da cinque brani che vedono la collaborazione di Tony Boy, Random, Giaime e lo spagnolo Kaydy Cain. Nonostante il progetto uscirà nel pieno della pandemia di COVID-19, riuscirà a riscuotere un grande successo.
Al termine di un club-tour durato più di un anno, nel 2021 esordisce con il singolo Giovane e triste, ad oggi certificato come disco di platino, scalando le charts di Spotify fino a riuscire a toccare la Top 20 Italia. Il brano verrà premiato l'anno seguente con il Premio Lunezia a La Spezia per il suo valore musical-letterale. Lo stesso anno ha pubblicato il singolo Soli assieme, che verrà certificato come disco d'oro.
Nel 2022 ha pubblicato il suo secondo album, Osiride, che mostrerà un Nashley in una veste meno rap e più pop. Con le collaborazioni di Anna Tatangelo, Jake La Furia, Fasma, Tancredi e Irbis37, si aprirà ad un mercato più ampio e vario.
Il 2023 ha iniziato con la pubblicazione di nuovi singoli e con collaborazione con Federica Abbate in Sorry, contenuta nel suo album Canzoni per gli altri. Lo stesso anno scrive ed interpreta Uno come noi, che diventerà poi la colonna sonora della serie Rai/Prime Video Noi siamo leggenda.
Il 2024 è l'anno del suo nuovo album Dimenticare il mondo con il singolo estratto Cattivi ragazzi per bene.

## Discografia

### Album in studio
- 2018 – Real
- 2022 – Osiride
- 2024 – Dimenticare il mondo

### EP
- 2020 – Ancora in piedi

### Singoli
- 2016 – Paranoia
- 2017 – Goodfellas
- 2017 – On My Way
- 2017 – Bang
- 2017 – Me lo sento (feat. MamboLosco)
- 2018 – Amerika
- 2018 – 3D notte (feat. Guè)
- 2019 – Cenere
- 2019 – Quanto freddo fa (feat. Giaime)
- 2020 – Mayday
- 2020 – Dipendenza (feat. Tony Boy)
- 2021 – Giovane e triste
- 2021 – Soli assieme
- 2021 – Rosa
- 2021 – Goodbye
- 2022 – Senza vertigini (feat. Fasma)
- 2023 – Per starci in due
- 2023 – Amelie
- 2023 – Giorni sbagliati (lividi)
- 2023 – Uno come noi (colonna sonora di Noi siamo leggenda)
- 2024 – Ruggine
- 2024 – Un altro bicchiere
- 2024 – Luci

### Collaborazioni
- 2017 – MamboLosco, Edo Fendi, Kerim – 420
- 2017 – MamboLosco – Piano piano Way
- 2017 – MamboLosco – Come se fosse normale
- 2018 – Gabry Ponte, DJ Matrix, MamboLosco – Ghostblaster
- 2019 – Highsnob – Era novembre
- 2019 - MamboLosco – Sugo
- 2020 – Tancredi – Bella (remix)
- 2020 – Tormento, Maruego, Enzo Dong, Junior Cally – Basement Café
- 2021 – Briga – Shotgun
- 2021 – Giaime – Sequel
- 2021 – Mameli, Blind – Non cambi mai
- 2021 – 2nd Roof – Queste strade
- 2022 – Angelina Mango – Rituali
- 2023 – Alek - Il meglio di me
- 2023 – Federica Abbate – Sorry
- 2025 – Tancredi – BOILER ROOM (What is love?)